# 凹子底立體停車場
凹子底立體停車場是聯上集團投資興建，位於臺灣高雄市鼓山區神農與南屏路口，中型地上權開發案基地面積約2533坪（8,375.82平方公尺），特許期限為50年(4年興建期及46年營運期)，權利金約4.7億，2018年4月26日完成簽約。預計興建一座地下4層、地上7層之建築物，除了提供小型車600格、機車1100格、自行車40格之停車空間，還規劃進駐戶政事務所、交通警察大隊、大型商場與餐廳，於2021年3月16日舉行動土典禮，預計2025年7月完工。